# Panneau d'interdiction de tourner à droite ou à gauche en France
Le panneau d'interdiction de tourner à gauche, codé B2a, ou à droite, codé B2b est, en France, un panneau de signalisation circulaire à fond blanc, bordé d’une couronne rouge, barré d’une diagonale rouge orientée vers la gauche et portant en son centre un pictogramme noir représentant une flèche orientée à droite ou à gauche. Il indique à l’usager de la route qu’il ne peut tourner à gauche ou à droite lors de la prochaine intersection.

## Histoire
Le panneau d'interdiction de tourner à droite ou à gauche apparait sur le plan international en 1949. Il est adopté par la France dans une circulaire de 1952 et figure explicitement dans le fascicule Nouvelle signalisation routière édité par le Ministère des Travaux Publics, des Transports et du Tourisme, annexé au code de la route de 1954.

## Usage
L'interdiction de tourner s'applique à la prochaine intersection suivant l'implantation du panneau.
À l'intersection d’une chaussée d’une autoroute ou d’une route à chaussées séparées avec une bretelle d'insertion ou d’entrecroisement, sont mis en place :
- sur la voie principale elle-même, un panneau B2b, implanté avant le nez géométrique ;
- sur la bretelle, un panneau B2a, implanté à 50 m environ avant le nez géométrique ; lorsque la bretelle comporte deux voies de circulation, le panneau B2a est répété à gauche[3].

Sur la bretelle de sortie d'une aire annexe, le panneau B2a est implanté à 20 m au moins avant le nez géométrique.
Ces panneaux peuvent être complétés par un panonceau de catégorie M4.

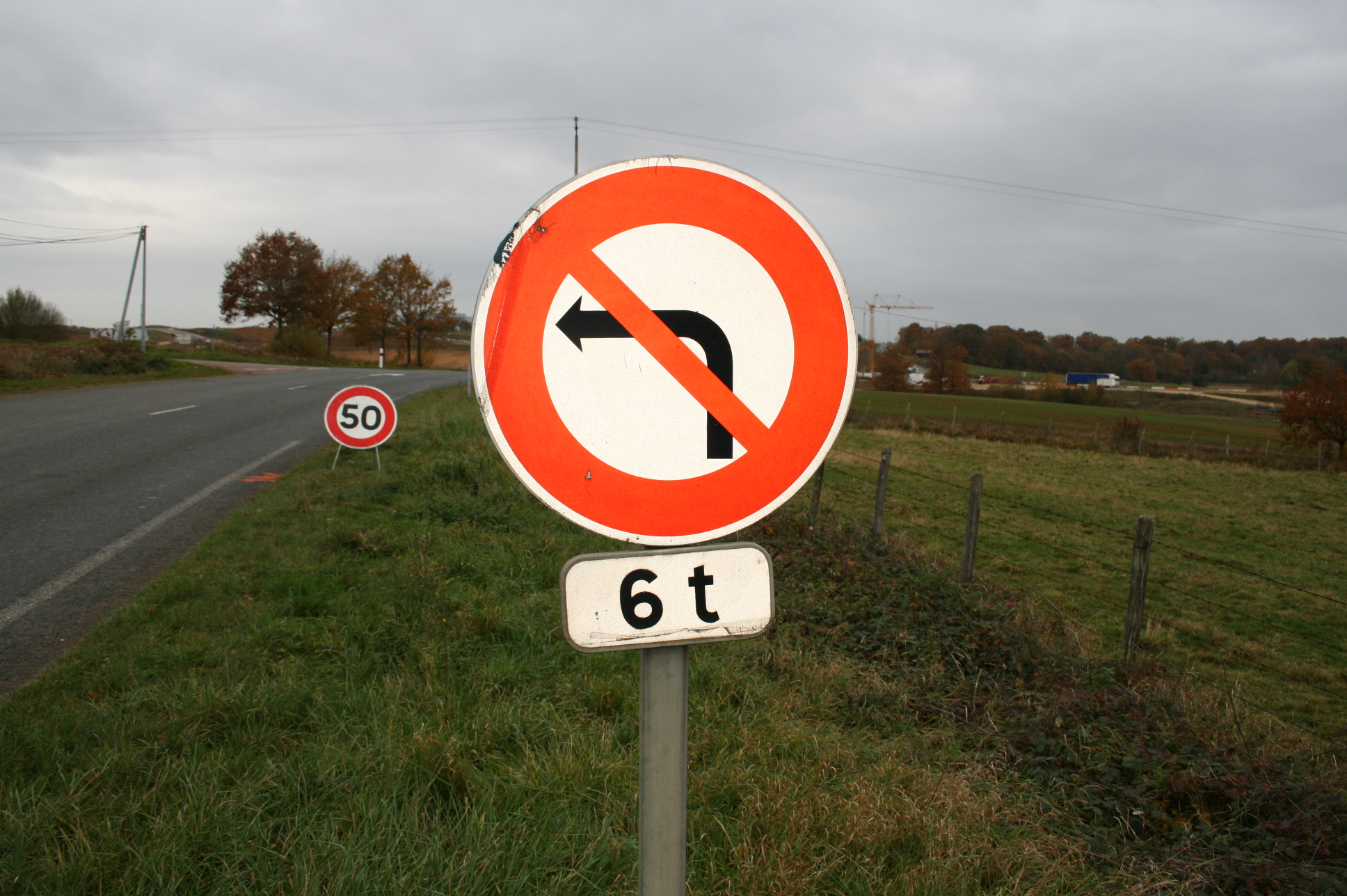
Panneau B2a avec panonceau M4 : interdiction de tourner à gauche pour les véhicules de plus de 6 t
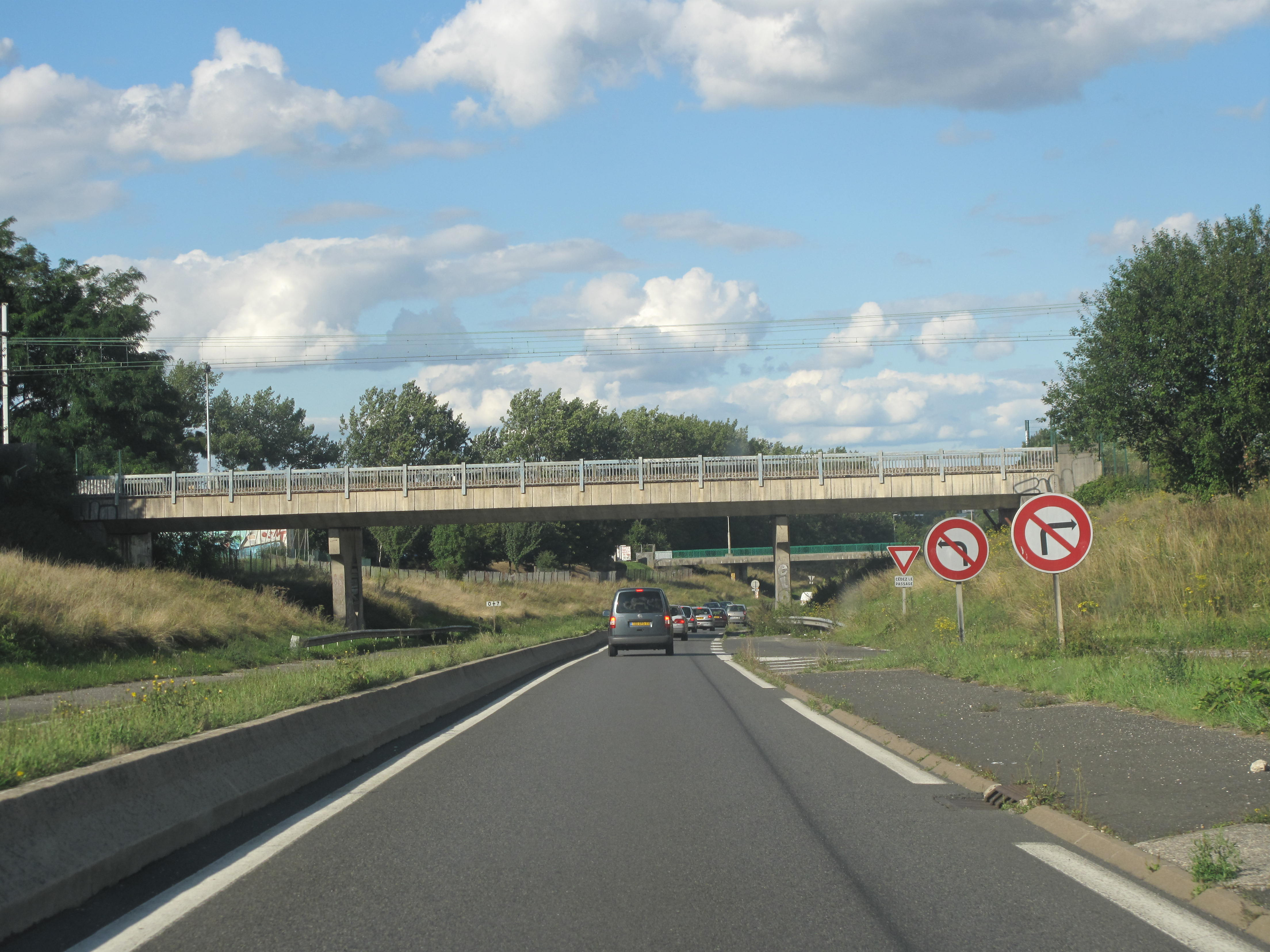
Paire de panneaux B2a et B2b sur la voie d'entrée d'une route à chaussées séparées
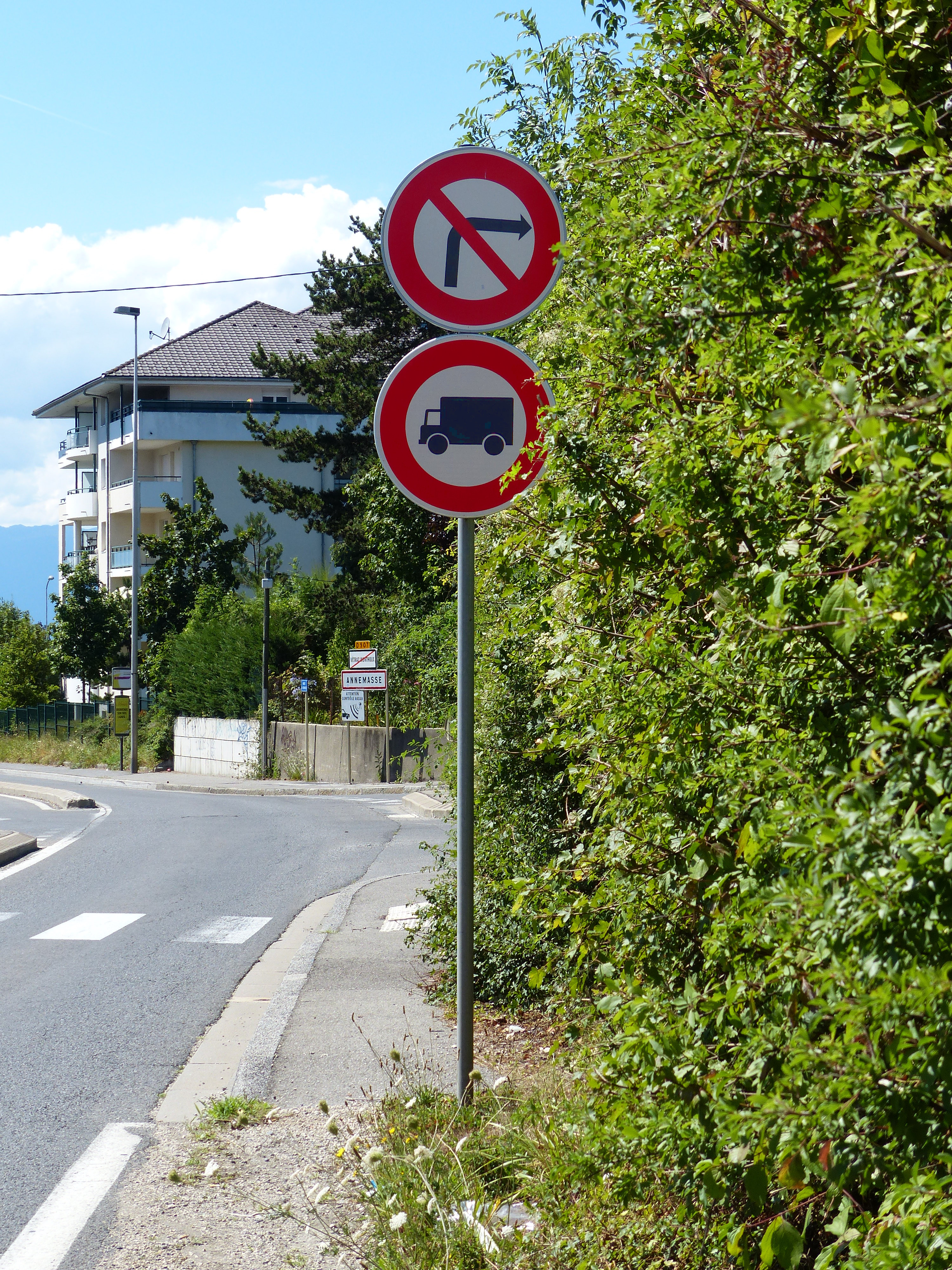
Panneaux B2b et B8 : Interdiction de tourner à droite et interdiction aux camions ; le panneau B8 a été mis par erreur à la place d'un panonceau M4

## Caractéristiques
Il existe cinq gammes de dimensions de panneaux de prescription.

## Implantation
Les panneaux B2a et B2b se placent avant l'endroit où s'applique la prescription qu'ils indiquent à une distance appropriée, compte tenu de la disposition des lieux.

### Distance latérale

Implantation d'un panneau de prescription sur trottoir en agglomération

Sauf contrainte de site, la distance entre l'aplomb de l'extrémité du panneau situé du côté de la chaussée et la rive voisine de cette extrémité ne doit pas être inférieure à 0,70 m.
En rase campagne, les panneaux sont placés en dehors de la zone située en bord de chaussée et traitée de telle façon que les usagers puissent y engager une manœuvre de redirection ou de freinage dite « zone de récupération », ou leur support au minimum à 2 m du bord voisin de la chaussée, à moins que des circonstances particulières s'y opposent (accotements étroits, présence d'une plantation, d'une piste cyclable, d'une voie ferrée, etc.).
En agglomération, les panneaux sont placés de manière à minimiser la gêne des piétons.
Le support d'un signal peut aussi être implanté sur une propriété riveraine ou ancré à une façade après accord du propriétaire ou par application si cela est possible en vertu du décret-loi du 30 octobre 1935 et du décret 57180 du 16 février 1957.

### Hauteur au-dessus du sol
En rase campagne, la hauteur règlementaire est fixée en principe à 1 m (si plusieurs panneaux sont placés sur le même support), cette hauteur est celle du panneau inférieur, hauteur assurant généralement la meilleure visibilité des panneaux frappés par les feux des véhicules. Elle peut être modifiée compte tenu des circonstances locales soit pour assurer une meilleure visibilité des panneaux, soit pour éviter qu'ils masquent la circulation.
En agglomération, lorsqu’il y a un éclairage public, les panneaux peuvent être placés à une hauteur allant jusqu'à 2,30 m pour tenir compte notamment des véhicules qui peuvent les masquer, ainsi que de la nécessité de ne gêner qu'au minimum la circulation des piétons.

### Position de la face
Le plan de face avant d'un panneau implanté sur accotement ou trottoir doit être légèrement incliné de 3 à 5° vers l'extérieur de la route afin d'éviter le phénomène de réflexion spéculaire qui peut, de nuit, rendre le panneau illisible pendant quelques secondes.

## Visibilité de nuit
Les panneaux et panonceaux de signalisation doivent être visibles et garder le même aspect de nuit comme de jour. Les signaux de danger sont tous rétroréfléchissants ou éventuellement dans certaines conditions définies ci-dessous, éclairés.
Les revêtements rétroréfléchissants doivent avoir fait l'objet, soit d'une homologation, soit d'une autorisation d'emploi à titre expérimental. La rétroréflectorisation porte sur toute la surface des panneaux et panonceaux à l'exception des parties noires ou grises.